# 배두나
배두나(1979년 10월 11일 ~ )는 대한민국의 배우이다.

## 생애
서울특별시 종로구 출신으로 어머니가 배우인 김화영이다. 어머니의 영향도 있지만 어머니 주변에 대단한 배우들이 많아 그들의 영향을 받았다. 한양대에 다니던 1998년에 모델 에이전시에 발탁되었다. 전공을 연극영화로 바꾸고 TV 드라마 《학교》에 출연하면서 프로 연기자 생활을 시작했다.
2000년 영화 《플란다스의 개》에서 다른 여배우들이 기피하는 노 메이크업 연기를 했다. 배두나는 이 영화를 하면서 여배우로서 자각하게 되었다고, 자신의 연기인생을 바꿔놓은 영화라고 말했다.
2001년 고양이를 부탁해, 2002년 복수는 나의 것에 출연했다.2003년 출연한 튜브와 봄날의 곰을 좋아하세요?가 성적이 저조했다. 이후 배두나는 잠시 영화를 쉬기로 했다.
쉬는 시기에 배두나는 사진을 찍고 사진에세이집을 내었다. 그리고 TV와 연극에 출연했다.
2006년 배두나는 봉준호의 영화 괴물에 출연했다. 영화를 위해 수개월간 양궁을 연습했다. 2009년 공기인형에 출연한 뒤 칸 영화제에 출연하여 이름을 알렸다. 이를 본 워쇼스키 형제가 2011년 클라우드 아틀라스에 출연시켜 영어권까지 이름을 알렸다. 이후 워쇼스키 형제와는 주피터 어센딩, Sense8까지 계속 작업하게 된다.
2014년 럭셔리하우스브랜드 루이비통의 아트디렉터 니콜라 제스키에르에 의해 한국 공식 앰배서더로 발탁되어 모든 공식 행사에서 루이비통 제품을 착용하는 것은 물론, 매회 개최되는 패션쇼에 한국 대표로 참가한다. 2016년에는 봄/여름 광고캠페인 모델로 선정되어 전세계에 얼굴을 알렸고, 2017년 일본 교토에서 열린 크루즈 컬렉션에 런웨이 모델로 깜짝 등장하여 피날레를 장식하는 등 명실상부 대한민국 대표 패셔니스타로 자리매김했다.
2018년 미국아카데미시상식을 주관하는 미국예술과학아카데미의 회원으로 위촉 되었다.

## 학력
- 서울재동국민학교 (졸업)
- 중앙대학교 사범대학 부속중학교 (졸업)
- 중앙대학교 사범대학 부속고등학교 (졸업)
- 한양대학교 인문과학대학 연극영화학 (중퇴)
- 건국대학교 예술대학 영화예술학 (학사)

## 기타
- 외할머니는 개성시 출신으로서 유명한 팥죽 상인이었고[6] 어머니는 연극배우인 김화영,[7] 오빠는 CF감독인 배두한이다.

- 아버지가 풀무원의 부사장으로 지냈다는 소문 때문에 배두나가 재벌집 딸이란 루머가 퍼졌다. 다만 사실은 아니지만 풀무원 창업자인 원혜영 국회의원과 아버지는 친구 사이라고 밝힌 바 있다.

## 필모그래피

### 영화
- 1999년 영화 《링》 ... 박은서 역
- 2000년 영화 《플란다스의 개》 ... 박현남 역
- 2000년 영화 《청춘》 ... 서남옥 역
- 2001년 영화 《고양이를 부탁해》 ... 유태희 역
- 2002년 영화 《복수는 나의 것》 ... 차영미 역
- 2002년 영화 《굳세어라 금순아》 ... 정금순 역
- 2003년 영화 《튜브》 ... 송인경 역
- 2003년 영화 《봄날의 곰을 좋아하세요?》 ... 정현채 역
- 2005년 영화 《린다 린다 린다》 ... 송 역
- 2005년 영화 《티 데이트》 ... 선희 역
- 2006년 영화 《괴물》 ... 박남주 역
- 2009년 영화 《공기인형》 ... 노조미 역
- 2012년 영화 《인류멸망보고서 Segment 해피버스데이 편》 ... 큰 민서 역 (우정출연)
- 2012년 영화 《코리아》 ... 리분희 역
- 2012년 영화 《클라우드 아틀라스》 ... 순미-451 / 틸다 유잉 / 멕시칸 여성 역
- 2014년 영화 《도희야》 ... 이영남 역
- 2015년 영화 《주피터 어센딩》 ... 라조 역
- 2016년 영화 《터널》 ... 세현 역
- 2017년 영화 《장옥의 편지》 ... 은아 역
- 2018년 영화 《마약왕》 ... 김정아 역
- 2019년 영화 《페르소나 Segment 러브 세트 편》 ... 두나 역
- 2019년 영화 《#아이엠히어》 ... 수 역
- 2022년 영화 《브로커》 ... 수진 역
- 2022년 영화 《다음 소희》 ... 유진 역
- 2022년 영화 《REBEL MOON: 파트 1 불의 아이》 ... 네메시스 역
- 2024년 영화 《Rebel Moon(레벨 문): 파트2 스카기버》 ... 네메시스 역
- 2025년 영화 《바이러스》 ... 옥택선 역

### 드라마
- 1998년 KBS2 미니시리즈 《천사의 키스》
- 1999년 KBS2 청소년 드라마 《학교》 - 배두나 역
- 1999년 KBS2 청춘드라마 《광끼》 - 표루나 역
- 2000년 KBS2 월화드라마 《성난 얼굴로 돌아보라》 - 이미나 역
- 2000년 KBS2 주말시트콤 《사랑의 유람선》(중도하차)[8]
- 2000년 KBS2 메디컬 서스펜스 드라마 《RNA》 - 박세미 역
- 2000~2001년 SBS 일일드라마 《자꾸만 보고싶네》 - 함춘봉 역
- 2000~2001년 MBC 주말연속극 《엄마야 누나야》 - 공찬미 역
- 2000년 SBS 《TV영화 러브스토리》 미스 힙합, 미스터 록 - 문영이 역
- 2001년 SBS 단막극 《오픈드라마 남과 여》 너는 사랑이라고 말하지, 난 욕망이라고 생각해 - 신정민 역
- 2003년 MBC 수목드라마 《위풍당당 그녀》 - 이은희 역
- 2003년 KBS2 수목드라마 《로즈마리》 - 신경수 역
- 2005년 MBC 주말연속극 《떨리는 가슴》 - 배두나 / 청년 종옥 역
- 2006년 OCN 금요드라마 《썸데이》 - 야마구치 하나 역
- 2007년 SBS 드라마 스페셜 《완벽한 이웃을 만나는 법》 - 정윤희 역
- 2010년 KBS2 월화드라마 《공부의 신》 - 한수정 역
- 2010년 MBC 주말연속극 《글로리아》 - 나진진 역
- 2015년 Netflix 오리지널 드라마 《센스 8》 - 박선 역
- 2017년 Netflix 오리지널 드라마 《센스 8 시즌 2》 - 박선 역
- 2017년 tvN 토일드라마 《비밀의 숲》 - 한여진 역
- 2018년 Netflix 오리지널 드라마 《센스 8 특별판》 - 박선 역
- 2018년 KBS2 월화드라마 《최고의 이혼》 - 강휘루 역
- 2019년 Netflix 오리지널 드라마 《킹덤》 - 의녀 서비 역
- 2020년 Netflix 오리지널 드라마 《킹덤 시즌2》 - 의녀 서비 역
- 2020년 tvN 토일드라마 《비밀의 숲 2》 - 한여진 역
- 2021년 Netflix 오리지널 드라마 《고요의 바다》 - 송지안 역
- 2024년 쿠팡플레이 오리지널 드라마 《가족계획》 - 한영수 역

### 연극
- 2004년 7월 15일~2004년 8월 15일 《선데이서울 2004》 - 정자 역
- 2004년 11월 25~26일, 12월 4일, 12월 11~12일 《선데이서울 2004》 지방순회공연 - 정자 역

## 그외 출연
| - 1999년 KBS 《서세원쇼》 - 게스트 출연 - 1999년 5월 15일~1999년 10월 16일 MBC 《생방송 음악캠프》 - 진행 - 2010년 8월 16일 MBC 《유재석 김원희의 놀러와》 302회 - 게스트 출연 - 2010년 9월 29일 MBC 《황금어장》 무릎팍도사 200회 - 게스트 출연 - 2012년 4월 19일 KBS2 《해피투게더》 245회 - 게스트 출연 - 2012년 5월 10일 tvN 《현장토크쇼 택시》 238회 - 게스트 출연 - 2012년 5월 12일 KBS2 《이야기쇼 두드림》 24회 - 게스트 출연 - 2012년 5월 14일 SBSE! 《컬투쇼》 668회 - 게스트 출연 - 2012년 12월 24일 SBSE! 《컬투쇼》 828회 - 게스트 출연 - 2013년 1월 2일 tvN 《백지연의 피플인사이드》 295회 - 게스트 출연 - 2013년 1월 3일 MBC 《무릎팍도사》 - 게스트 출연 - 2017년 8월 12일 MBC 《무한도전》 542회 - '미드 도전기' 게스트 출연 - 2018년 8월 29일 MBC 《라디오스타》 580회 - '물 건너간 스타' 특집 게스트 출연 - 2021년 1월 13일 tvN 《유 퀴즈 온 더 블럭》 89회 - 게스트 출연 - 2021년 4월 9일,16일 tvN 《바퀴달린 집》1,2회- 게스트 출연 - 2024년 12월 10일 TEO 《살롱드립2》 69회 - 개스트 출연 - 1999년 4월 26일 《김승현, 배두나의 텐텐클럽》 - 진행 - 2006년 6월 15일 《박경림의 심심타파》 - 게스트 출연 - 2007년 10월 20일 《오후의 발견, 김현철입니다》 - 게스트 출연 - 2008년 10월 9일 《이승연의 씨네타운》 - 게스트 출연 - 2008년 11월 29일 《푸른밤, 알렉스입니다》 - 게스트 출연 - 2012년 4월 26일 《FM 음악도시》 - 게스트 출연 - 2012년 5월 3일 《푸른밤, 정엽입니다》 - 게스트 출연 - 2012년 5월 3일 《공형진의 씨네타운》 - 게스트 출연 - 2012년 5월 4일 《전현무의 가요광장》 - 게스트 출연 - 2012년 5월 5일 《두시탈출 컬투쇼》 -스타와 토킹 어바웃 - 게스트 출연 - 2012년 10월 22일 《푸른밤, 정엽입니다》 - 배두나, 정엽을 만나다 - 2012년 12월 21일 《배철수의 음악캠프》 - 사람과 음악 - 게스트 출연 - 2012년 12월 22일 《두시탈출 컬투쇼》 -스타와 토킹 어바웃 - 게스트 출연 - 2012년 12월 28일 《박소현의 러브게임》 - 게스트 출연 - 2013년 1월 7일 《김창렬의 올드스쿨》 - 게스트 출연 - 2014년 5월 15일 《공형진의 씨네타운》 - 게스트 출연 - 1998년 태사자 〈아그작〉 - 2000년 Fish 〈You〉 - 2000년 Ray Jay 〈Partytime〉 - 2000년 김돈규 〈단〉 - 2007년 강균성 〈널 볼때 마다〉 - 2009년 Every Little Thing 〈쓰메타이 아메〉 冷たい雨 - 2010년 뜨거운감자 〈시소〉 - 2010년 윤종신 〈이별의 온도〉 - 2017년 2017 월간 윤종신 12월호 윤종신, 정인 <추위> - 1999년 밀리오레 (김남진과 함께 출연) - 1999년 빙그레 하트유 - 1999년 동아오츠카 데미소다 - 2000~2001년 한국P&G 위스퍼 - 2000년 동성제약 리케아 - 2001년 파크랜드 크렌시아 - 2002년 KT 네스팟 - 2007년 토마토저축은행 - 2007년 LG상사 픽스딕스 - 2007년 기아자동차 스포티지 - 2009년 일본 산토리푸즈 아이 러브 베지 - 2010년 알라딘 - 2013년 다음커뮤니케이션즈 배두나의 모바일 모닝갤러리 편 - 2013년 에프알엘코리아 유니클로 - 2013~2019년 루이비통 (Ambassador) - 2014년 광동제약 뷰핏 - 2016년 루이비통 시리즈4 - 2017~2019년 코오롱스포츠 - 2017~2019년 조르지오 아르마니 뷰티 (Influencer) - 2021년 더블유 컨셉 - 2021년 하이네켄 0.0 | - 2003년 4월 CeCi - 2004년 12월 VOGUE KOREA - 2005년 3월 W KOREA - 2005년 3월 allure - 2005년 5월 Harper's BAZAAR KOREA - 2005년 9월 anan - 2005년 9월 Vogue girl - 2005년 10월 anan - 2005년 11월 anan - 2006년 1월 anan - 2006년 3월 anan - 2006년 4월 anan - 2006년 5월 anan - 2006년 5월 Harper's BAZAAR KOREA - 2006년 6월 anan - 2006년 7월 ARENA HOMME+ - 2006년 8월 anan - 2006년 8월 Cosmopolitan - 2006년 9월 Marie Claire - 2006년 9월 CeCi - 2007년 3월 VOGUE KOREA - 2007년 3월 Harper's BAZAAR KOREA - 2007년 3월 Vogue girl - 2007년 7월 Cosmopolitan - 2007년 7월 anan - 2007년 9월 Harper's BAZAAR KOREA - 2007년 11월 Cosmopolitan - 2007년 12월 VOGUE KOREA - 2008년 1월 anan - 2008년 2월 anan - 2008년 3월 anan - 2008년 6월 Harper's BAZAAR KOREA - 2008년 7월 Vogue girl - 2008년 9월 anan - 2008년 9월 allure - 2008년 10월 Vogue girl - 2009년 1월 CeCi - 2009년 2월 NYLON - 2009년 3월 Singles - 2009년 9월 allure - 2009년 10월 InStyle KOREA - 2009년 11월 Vogue girl - 2010년 1월 NYLON - 2010년 4월 무비위크 - 2010년 4월 Harper's BAZAAR KOREA - 2010년 5월 Harper's BAZAAR KOREA - 2010년 5월 NYLON - 2010년 5월 CeCi - 2010년 6월 W KOREA - 2010년 12월 allure - 2011년 3월 HIGH CUT vol.48 - 2011년 3월 Singles - 2011년 5월 allure - 2011년 6월 ELLE KOREA - 2011년 7월 HIGH CUT vol.56 - 2012년 3월 InStyle KOREA - 2012년 5월 씨네21 No.852 - 2012년 5월 씨네21 No.854 - 2012년 5월 무비위크 No.527 - 2012년 6월 GQ KOREA - 2012년 6월 NYLON - 2012년 6월 HIGH CUT vol.79 - 2012년 8월 allure - 2012년 9월 Marie Claire - 2012년 11월 W KOREA - 2012년 12월 VOGUE KOREA - 2012년 12월 무비위크 No.559 - 2013년 1월 매거진M - 2013년 1월 Harper's BAZAAR KOREA - 2013년 3월 W KOREA - 2013년 HIGH CUT vol.100 - 2013년 4월 W KOREA - 2013년 7월 W KOREA - 2013년 8월 allure - 2013년 9월 HIGH CUT vol.110 - 2013년 11월 VOGUE KOREA - 2013년 12월 SURE - 2014년 3월 InStyle KOREA - 2014년 3월 HIGH CUT vol.122 - 2014년 5월 Harper's BAZAAR KOREA - 2014년 5월 1st Look - 2014년 5월 VOGUE KOREA - 2014년 8월 ELLE KOREA - 2014년 9월 HIGH CUT vol.133 - 2014년 9월 Cosmopolitan (Cover) - 2014년 11월 Harper's BAZAAR KOREA - 2015년 2월 VOGUE KOREA - 2015년 4월 Grazia Korea vol.51 (Cover) - 2015년 10월 InStyle KOREA (Cover) - 2016년 8월 大都市 NUMERO - China (Cover) - 2016년 9월 VOGUE KOREA (Cover) - 2016년 10월 HIGH CUT vol.183 - 2016년 11월 Singles (Cover) - 2016년 12월 HIGH CUT vol.187 - 2017년 4월 HIGH CUT vol.196 - 2017년 4월 allure (Cover) - 2017년 6월 ELLE KOREA (Cover) - 2017년 6월 THE BIG ISSUE KOREA vol.158 (Cover) - 2017년 9월 Harper's BAZAAR KOREA (Giorgio Armani Beauty Advertorial) - 2017년 10월 Oh Boy! (Cover) - 2017년 11월 ELLE KOREA - 2017년 12월 Harper's BAZAAR Japan - 2018년 1월 Style CHOSUN (Giorgio Armani Beauty Advertorial) - 2018년 4월 DAZED KOREA (Cover) - 2018년 5월 VOGUE KOREA (Giorgio Armani Beauty Advertorial) - 2018년 6월 W KOREA (Cover) - 2018년 8월 Marie Claire (Giorgio Armani Beauty Advertorial) - 2018년 9월 ELLE KOREA (Giorgio Armani Beauty Advertorial) - 2018년 11월 ELLE KOREA 26th Anniversary Issue (Cover) - 2019년 1월 VOGUE KOREA (Giorgio Armani Beauty Advertorial) - 2019년 4월 VOGUE US (Cover) |

## 저서
- 2006년 《두나's 런던놀이》 (테이스트팩토리, ISBN 89-958439-0-X)
- 2007년 《두나's 도쿄놀이》 (테이스트팩토리, ISBN 89-958439-5-0)
- 2008년 《두나's 서울놀이》 (중앙북스, ISBN 978-89-6188-765-6)

## 수상 및 후보
| 연도 | 시상식                          | 부문                           | 작품                    | 결과 |
| ---- | ------------------------------- | ------------------------------ | ----------------------- | ---- |
| 1999 | KBS 연기대상                    | 여자 신인연기상                | 학교, 광끼              | 수상 |
| 2000 | 제37회 대종상                   | 신인여우상                     | 플란다스의 개           | 후보 |
| 2000 | 제21회 청룡영화상               | 신인여우상                     | 플란다스의 개           | 수상 |
| 2000 | 제3회 디렉터스 컷 시상식        | 올해의 여자신인연기자상        | 청춘                    | 수상 |
| 2000 | KBS 연기대상                    | 여자 인기상                    | RNA                     | 수상 |
| 2001 | 제22회 한국영화평론가협회상     | 여우주연상                     | 고양이를 부탁해         | 수상 |
| 2001 | 제9회 이천춘사대상영화제        | 여우주연상                     | 고양이를 부탁해         | 수상 |
| 2001 | 제22회 청룡영화상               | 여우주연상                     | 고양이를 부탁해         | 후보 |
| 2001 | 제2회 올해의 여성영화인상       | 연기상                         | 고양이를 부탁해         | 수상 |
| 2002 | 제38회 백상예술대상             | 영화부문 여자 최우수연기상     | 고양이를 부탁해         | 수상 |
| 2002 | 제3회 부산영화평론가협회상      | 여우주연상                     | 고양이를 부탁해         | 수상 |
| 2002 | 제23회 청룡영화상               | 여우주연상                     | 복수는 나의 것          | 후보 |
| 2003 | MBC 연기대상                    | 여자 우수연기상                | 위풍당당 그녀           | 후보 |
| 2006 | 제9회 디렉터스 컷 시상식        | 올해의 연기자상                | 괴물                    | 수상 |
| 2006 | 제14회 이천춘사대상영화제       | 여우조연상                     | 괴물                    | 후보 |
| 2006 | 제27회 청룡영화상               | 여우조연상                     | 괴물                    | 후보 |
| 2007 | SBS 연기대상                    | 미니시리즈부문 여자 연기상     | 완벽한 이웃을 만나는 법 | 후보 |
| 2008 | 클로트루디스 시상식             | 여우조연상                     | 린다 린다 린다          | 후보 |
| 2009 | 제19회 일본영화비평가협회상     | 여우주연상                     | 공기인형                | 수상 |
| 2010 | 제19회 도쿄스포츠영화대상       | 여우주연상                     | 공기인형                | 수상 |
| 2010 | 제33회 일본아카데미상           | 최우수 여우주연상              | 공기인형                | 후보 |
| 2010 | 제33회 일본아카데미상           | 우수 여우주연상                | 공기인형                | 수상 |
| 2010 | 제4회 아시안 필름 어워즈        | 여우주연상                     | 공기인형                | 후보 |
| 2010 | 제23회 일본 다카사키영화제      | 최우수 여우주연상              | 공기인형                | 수상 |
| 2010 | MBC 연기대상                    | 여자 우수연기상                | 글로리아                | 후보 |
| 2010 | KBS 연기대상                    | 미니시리즈부문 여자 우수연기상 | 공부의 신               | 후보 |
| 2013 | 신 유포리아 어워즈              | 여우조연상                     | 클라우드 아틀라스       | 후보 |
| 2013 | 인터내셔널 온라인 시네마 어워즈 | 여우조연상                     | 클라우드 아틀라스       | 후보 |
| 2014 | 제23회 부일영화상               | 여우주연상                     | 도희야                  | 후보 |
| 2014 | 제20회 중국 금계백화영화제      | 국제부문 여우주연상            | 도희야                  | 수상 |
| 2015 | 제20회 춘사영화상               | 여우주연상                     | 도희야                  | 수상 |
| 2015 | 제9회 아시안 필름 어워즈        | 여우주연상                     | 도희야                  | 수상 |
| 2015 | 제2회 들꽃영화상                | 여우주연상                     | 도희야                  | 후보 |
| 2015 | 제51회 백상예술대상             | 영화부문 여자 최우수연기상     | 도희야                  | 후보 |
| 2016 | 제37회 청룡영화상               | 여우조연상                     | 터널                    | 후보 |
| 2016 | 제37회 청룡영화상               | 청정원 인기스타상              | 터널                    | 수상 |
| 2016 | 제53회 대종상                   | 여우주연상                     | 터널                    | 후보 |
| 2017 | 아시아영화비평가협회상          | 여우조연상                     | 터널                    | 후보 |
| 2017 | 제53회 백상예술대상             | 영화부문 여자 조연상           | 터널                    | 후보 |
| 2017 | 제22회 춘사영화상               | 여우조연상                     | 터널                    | 후보 |
| 2017 | 제26회 부일영화상               | 여우조연상                     | 터널                    | 후보 |
| 2017 | 엘르 스타일 어워즈              | 여성 슈퍼 아이콘상             | 빈칸                    | 수상 |
| 2018 | KBS 연기대상                    | 대상                           | 최고의 이혼             | 후보 |
| 2018 | KBS 연기대상                    | 여자 최우수연기상              | 최고의 이혼             | 후보 |
| 2018 | KBS 연기대상                    | 미니시리즈부문 여자 우수연기상 | 최고의 이혼             | 후보 |
| 2018 | KBS 연기대상                    | 여자 네티즌상                  | 최고의 이혼             | 후보 |
| 2018 | KBS 연기대상                    | 베스트 커플상 (with 차태현)    | 최고의 이혼             | 수상 |
| 2019 | 제24회 부산국제영화제           | 에뚜왈 뒤 시네마상             | 빈칸                    | 수상 |
| 2021 | 제3회 아시아콘텐츠어워즈        | 여자 최우수연기상              | 비밀의 숲 2             | 후보 |
| 2023 | 제59회 백상예술대상             | 영화부문 여자 조연상           | 브로커                  | 후보 |
| 2023 | 제59회 백상예술대상             | 영화부문 여자 최우수연기상     | 다음 소희               | 후보 |
| 2023 | 제32회 부일영화상               | 여우주연상                     | 다음 소희               | 후보 |
| 2023 | 제32회 부일영화상               | 유현목영화예술상               | 다음 소희               | 수상 |
| 2023 | 제10회 마리끌레르 영화제        | 파이오니어상                   | 다음 소희               | 수상 |
| 2023 | 제59회 대종상                   | 여우주연상                     | 다음 소희               | 후보 |
| 2024 | 제22회 디렉터스 컷 시상식       | 올해의 여자배우상              | 다음 소희               | 후보 |
| 2024 | 제10회 들꽃영화상               | 여우주연상                     | 다음 소희               | 후보 |
| 2025 | 제23회 디렉터스 컷 시상식       | 시리즈부문 올해의 여자배우상   | 가족계획                | 수상 |